# Oxydia fulvicolor
Oxydia fulvicolor är en fjärilsart som beskrevs av Paul Dognin 1911. Oxydia fulvicolor ingår i släktet Oxydia och familjen mätare. Inga underarter finns listade i Catalogue of Life.